# Бережанський музей книги
Бережанський міський музей книги — культурно-освітній заклад у місті Бережани Тернопільської області.

## Історія
Заснований у червні 1984 як міжобласний методичний центр пропаганди книги. Від 1991 року — регіональний центр української книги. Від 1994 року — відділ Тернопільського обласного краєзнавчого музею.
Поширює інформацію з історії книгодрукування, творчого життя письменників Західної України, репрезентує книжкові новинки.

## Фонди
Розміщений у семи залах першого поверху ратуші. В експозиції музею представлені стародруки, матеріали про творчість Маркіяна Шашкевича, Івана Франка, Осипа Маковея, Михайла Яцківа, Тимофія Бордуляка, Василя Стефаника, Андрія Чайковського, а також сучасних письменників, котрі підтримують творчі зв'язки з Бережанщиною, — Романа Лубківського, Дмитра Павличка та інші документи про діяльність Товариства книголюбів тощо.
Окрема експозиція присвячена меценатській діяльності Романа Смика. 1992 в музеї розгорнуто експозицію, що 1995 реорганізована у Лепкого Богдана музей.
У фондах музею зберігаються унікальні видання: 17 стародруків XVII–XIX століть, перше видання «Кобзаря» Тараса Шевченка, «Грамматика язика малоруского в Галиції, сочиненная Іваном Вагилевичем» (Л., 1845), «Граматика рутенської (русинської) мови» Йосипа Левицького (Перемишль, 1834) та інші; маляр. роботи — «Мадонна з дитям» Лева Лепкого, графіка Олени Кульчицької, картини Володимира Беднарського, Михайла Кузіва, Тетяни Осадци, Дмитра Шайноги та інших.
1990–1994 музей провів акцію «Історична книга — школам». Від початку діяльності влаштовано понад 150 книжково-ілюстратативних виставок. Співпрацює з літературно-мистецьким часописом «Жайвір», займається видавничою діяльністю.
Серед видань — збірки «Лисоня» (1996), «Лежить на серці доля України. На пошану подвижника української культури д-ра Романа Смика» (2003), бібліографічні покажчики «Шашкевичіана Музею книги» (1998), «Бережани. Штрихи до бібліографії» (2000), біографічні довідники та інші.